# Curtiss Model F
Los Curtiss Model F formaron una de las primeras familias de hidrocanoas desarrolladas en los Estados Unidos en los años anteriores a la Primera Guerra Mundial. Ampliamente producidos, los Model F entraron en servicio con la Armada de los Estados Unidos bajo las designaciones C-2 a C-5, más tarde redesignados como AB-2 a AB-5. Varios ejemplares fueron exportados a Rusia, y el modelo fue construido bajo licencia en Italia.

## Diseño y desarrollo
En configuración, eran hidrocanoas biplanos propulsados por un único motor montado entre los soportes interplanares y moviendo una hélice propulsora. El piloto y el único pasajero se sentaban lado a lado en una cabina abierta. El ala fue derivada del modelo terrestre Model E y era de dos vanos, sin decalaje y envergaduras iguales, con grandes alerones montados en los soportes interplanares y extendiéndose por fuera de la envergadura de la alas mismas. Los primeros modelos de este diseño fueron construidos y vendidos por Curtiss en 1912 sin designación propia; el nombre Model F comenzó a usarse en los años siguientes. Confusamente, Curtiss también usó la designación Model E para referirse a alguna de las primeras máquinas de esta familia, aunque eran bastante distintas de los aviones terrestres Curtiss que llevaban la misma designación y casi idénticas a las Model F.
Los Model F construidos a partir de 1918 presentaban un ala revisada de envergadura desigual, que incorporaba los alerones en el ala superior y equilibradores a los lados del casco para mejorar el manejo del avión en el agua. Fueron conocidos como Model MF (por Modernised-F, F Modernizado), y, años más tarde, como Seagull en el mercado civil de posguerra.

## Historia operacional
La Armada estadounidense compró inicialmente cuatro de estos aviones, junto con el Freak Boat (C-1/AB-1) que ya había adquirido, y que fue modernizado al mismo diseño, aproximadamente, que los otros. Uno de ellos, el C-2, se convirtió en el primer avión en volar bajo control automático el 30 de agosto de 1913, cuando fue equipado con un estabilizador giroscópico diseñado por Elmer Sperry. El mismo avión (ya redesignado como AB-2) se convirtió más tarde en el primer avión en ser lanzado por una catapulta desde un navío en movimiento, cuando despegó desde el USS North Carolina el 5 de noviembre de 1915, pilotado por el Capitán Henry C. Mustin, Navy Air Pilot No.3, y Naval Aviator No. 11. Su gemelo, el AB-3, se convirtió en la primera aeronave más pesada que el aire estadounidense en entrar en acción, cuando fue lanzada desde el USS Birmingham el 25 de abril de 1914 en una misión de exploración sobre Veracruz, durante la Ocupación estadounidense de Veracruz de 1914.
La Armada estadounidense compró otros ocho aviones antes del final de 1916, pero solo llegaron órdenes en cantidad tras la selección del modelo como el entrenador hidrocanoa estándar de la Armada, en abril de 1917. Se ordenó un lote inicial de 144 ejemplares del Model F básico, seguido por 22 MF en 1918. Otros 80 MF fueron producidos bajo licencia por la Naval Aircraft Factory. Este avión era especialmente útil para el entrenamiento debido a su favorable recuperación de las entradas en pérdida, mientras que muchos otros aviones de la época probablemente entraban en pérdida y acababan en barrena. Una pequeña cantidad de Model E y F también fue comprada por el Ejército estadounidense.
La Armada Imperial rusa compró dos lotes de Model F en 1913-14 y los operó como parte de las flotas del Mar Negro y del Mar Báltico, hasta que los reemplazó por el Model K poco después. En Italia, Enea Bossi, representante de Curtiss, aseguró los derechos para una producción local bajo licencia del Type F por los hermanos Zari, que construyeron ocho ejemplares en su taller en Bovisa, Milán. El primero de estos fue mostrado a la Armada italiana en el lago de Como el 22 de septiembre de 1914. El Model F fue adoptado por la Regia Marina en el acorazado Dante Alighieri, los cruceros Amalfi y San Marco, y el portahidros Elba.
Rogers Airlines operaba una flota de posguerra de diez Curtiss Seagull todavía en 1927. Los aviones volaban rutas desde Miami y Nassau en los meses invernales y regresaban al norte del estado de Nueva York para mantenimiento y exhibiciones, en verano.

## Variantes

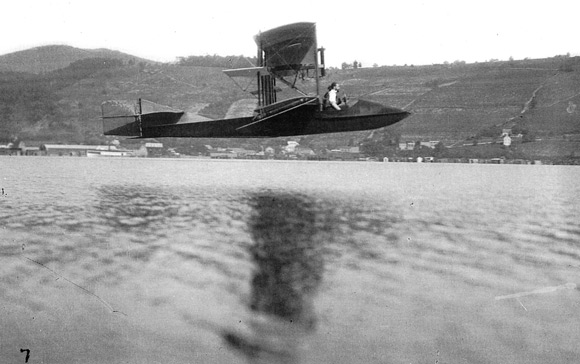
Primer vuelo exitoso del Curtiss Flying Fish sobre el lago Keuka, julio de 1912.

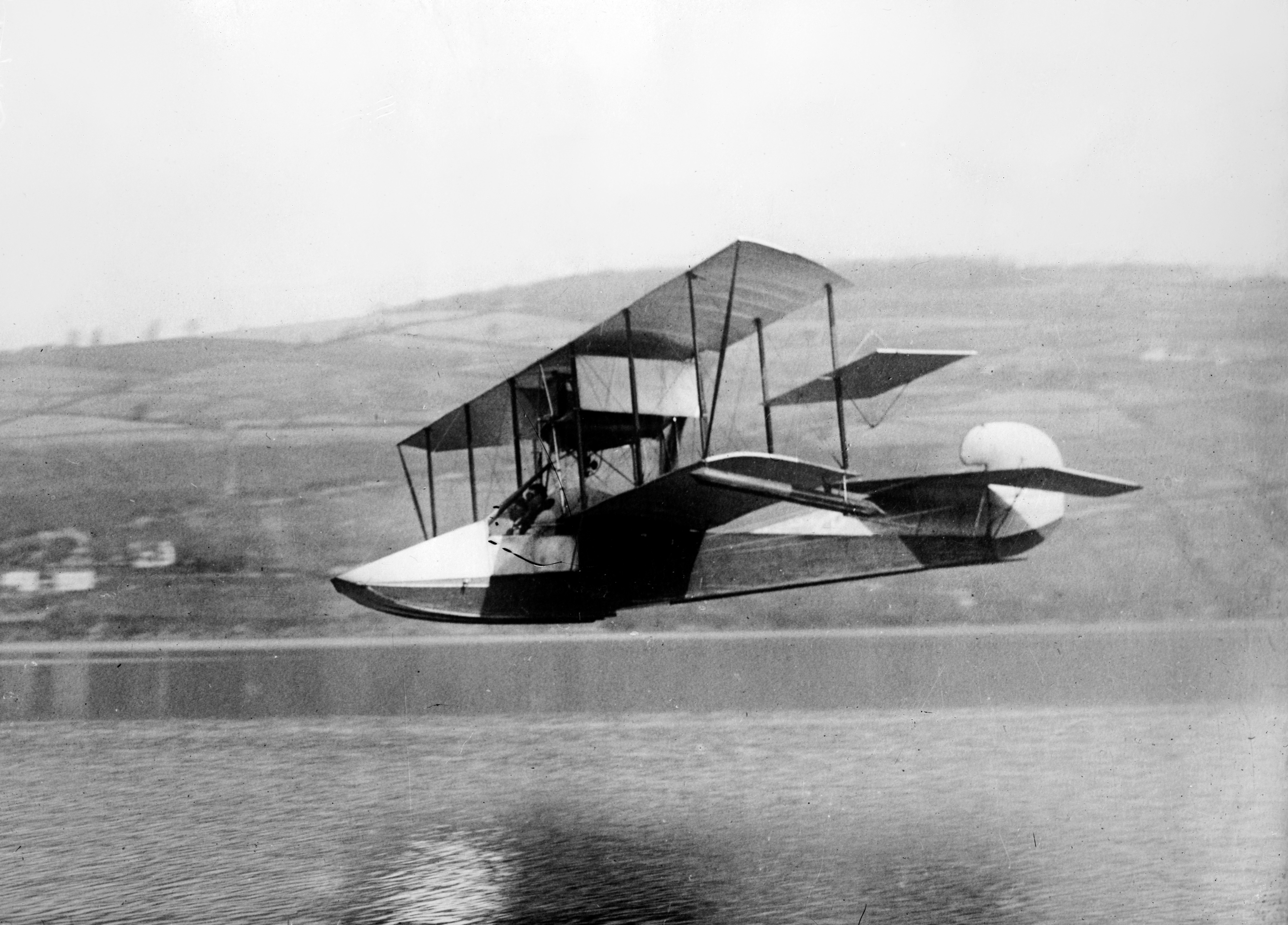
Marshall Earle Reid en el lago Keuka en su hidroavión Curtiss, 1912. Nótese el escalón en el casco.

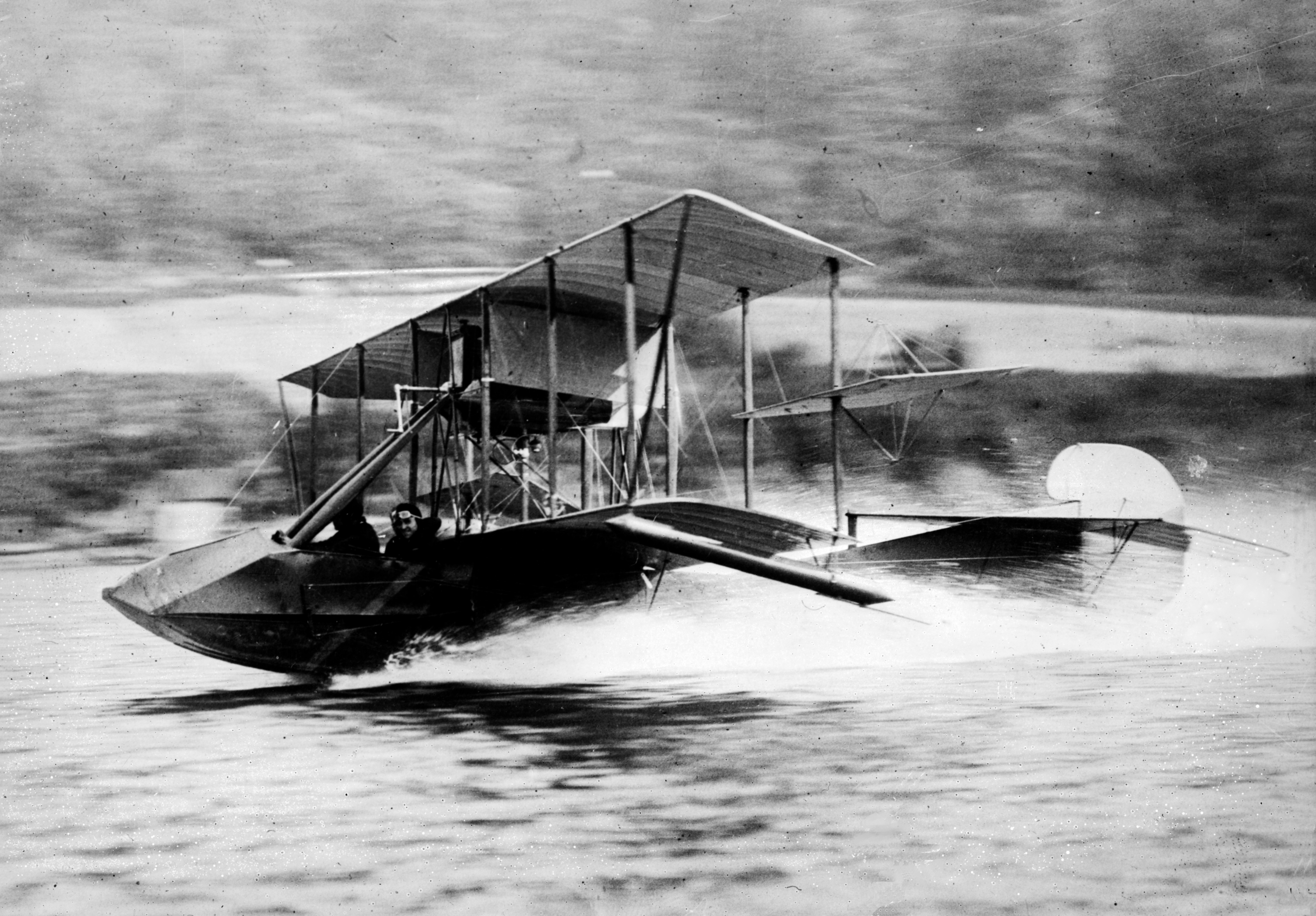
Gustave Maurice Heckscher en su hidroavión Curtiss a 96,56 km/h, 1912.

Model E
Designación aplicada a menudo erróneamente a ciertos miembros iniciales de esta familia.
Model F
Modelo de producción estándar de 1912 en adelante, recibiendo esta designación en 1914, y dándoseles el número de designación Model 7 en 1930.
White & Thompson 100 hp Curtiss Flying Boat
Versión mejorada del Model F volada en marzo de 1913, siendo los alerones interalares de Curtiss reemplazados por alerones en el borde de fuga del ala superior.
White & Thompson Bass-Curtiss Airboat
Importante reconstrucción de un Model F equipado con un motor Anzani en junio de 1914.
Sperry-Curtiss
Versión anfibia del Model E, para Lawrence Sperry.
School Machine
Entrenador con rampa de embarque de morro.
Sport Boat
Versión de lujo triplaza.
Reid Hydroaeroplane
Versión personalizada para Marshall Reid con controles de alerón de plataforma de hombros.
Model FL
Model F equipado con las alas del Curtiss Model L. Un único ejemplar, también designado Model 7, construido en 1917.
Model BAT
Prototipo tractor para el MF, más tarde designado Model 13 en la secuencia de Curtiss.
Model BAP
Prototipo propulsor para el MF, similar al BAT, más tarde designado Model 14 en la secuencia de Curtiss.
Model MF
Versión modernizada de 1914, estándar de producción de 1918 en adelante, más tarde designada Model 18.
Cox-Klemin CK-14
Model MF reconstruidos y modificados para usar un motor Hispano-Suiza de 180 hp.
Seagull
Versión civil de posguerra del MF con dos asientos adicionales, más tarde designado Model 25. Aproximadamente 16 vendidos.
Crane
Versión anfibia del Seagull, más tarde designado Model 20.
Judson Triplane
Versión triplano agrandada y personalizada.
McCormick Flying Boat
Versión agrandada y personalizada de cinco plazas para Harold McCormick.

## Operadores
Brasil
- Aviación Naval Brasileña

 Estados Unidos
- Armada de los Estados Unidos
- Ejército de los Estados Unidos
- American Trans-Oceanic Company

 Imperio ruso
- Armada Imperial Rusa: recibió dos lotes de Model F en 1913-14.

 Reino de Italia
- Regia Marina

 Nueva Zelanda
- Walsh Brothers Flying School, Nueva Zelanda: 5 aviones usados para entrenar pilotos para el Real Cuerpo Aéreo.

 Reino Unido
- White and Thompson: un Model F.

## Supervivientes
- El motor y el radiador de un Model F están preservados en el Cradle of Aviation Museum en Long Island.[6]
- Piezas del Model F con número de serie 112, que se estrelló en Connecticut en 1915, fueron puestas en restauración por Century Aviation en Wenatchee, Washington, en 2016-2018. El avión realizó su primer vuelo en el lago Moses, en Washington, el 21 de agosto de 2018.[7]

## Especificaciones (Model F de 1917)
Referencia datos: Curtiss Aircraft 1907–1947

### Características generales
- Tripulación: Dos
- Capacidad: Una camilla en conversiones de ambulancia
- Longitud: 8,47 m
- Envergadura: 13,75 m
- Altura: 3,42 m
- Superficie alar: 36,0 m2
- Perfil alar: USA 1[8]
- Peso vacío: 844 kg
- Peso cargado: 1116 kg
- Planta motriz: 1× motor lineal V-8 refrigerado por agua Curtiss OXX-3.
  - Potencia: 75 kW (100 hp)
- Hélices: Bipala propulsora de paso fijo

### Rendimiento
- Velocidad máxima operativa (Vno): 111 km/h
- Alcance: 5 h, 30 min
- Techo de vuelo: 1400 m (4500 pies)
- Tiempo a altitud: 700 m (2300 pies) en 10 min

### Desarrollos relacionados
- Curtiss Model E
- Hidrocanoa America
- Curtiss Model K
- White and Thompson No. 3

### Secuencias de designación
- Secuencia Alfabética (interna de Curtiss): C - D - E - F - FL - GS - H/HS - HA - J - K - L - MF - N - NC - O →
- Secuencia Numérica (interna de Curtiss): ← 4 - 5 - 6 - 7 - 8 - 9 - 10 - 11 - 12 - 13 - 14 - 15 - 16 - 17 - 18 - 19 - 20 - 21 - 22 - 23 - 24 - 25 - 26 - 28 - 29 →

### Listas relacionadas
- Anexo:Aeronaves militares de los Estados Unidos (1909-1919)